# Oxytropis heterotricha
Oxytropis heterotricha är en ärtväxtart som beskrevs av Porphir Kiril Nicolai Stepanowitsch Turczaninow. Oxytropis heterotricha ingår i släktet klovedlar, och familjen ärtväxter. Inga underarter finns listade i Catalogue of Life.